# Samuel Donaouri
Samuel Donaouri (en géorgien : სამოელ დონაური, mort en 861) est un prince géorgien de Kakhétie du IXe siècle. Membre de la dynastie Donaouri, il est amené au pouvoir par la noblesse de Gardabani et devient le troisième chorévêque de Kakhétie en 839 jusqu'à sa mort en 861. Sa politique indépendante confirme la séparation de la région du reste des territoires géorgiens et son alliance avec l'émirat de Tiflis l'oblige à faire face à de nombreuses incursions abbassides dans les années 840 et 850. La plus fameuse expédition arabe est celle menée par le général Bougha al-Kabir en 853-854, qui ravage Tiflis mais est vaincu et expulsé par Samuel, marquant la fin de la domination arabe en Géorgie.

## Biographie

### Origines
Samuel Donaouri nait dans une famille noble dans la province frontalière de Gardabani, une région divisée entre les influences géorgiennes et arméniennes. Selon l'historien français Marie-Félicité Brosset, la famille des Donaouri a probablement une origine arménienne ou albanaise. Saint Hilarion le Géorgien, un moine du IXe siècle canonisé par l'Église orthodoxe géorgienne, fait également partie de cette famille et vit au monastère de David Garedja lors de l'élection de Samuel au trône kakhétien. Il est possible que Samuel soit lui-même le fils d'un prêtre, les Chroniques géorgiennes mentionnant le « fils d'un prêtre » qui prend part aux combats contre les envahisseurs arabes dans les années 850.

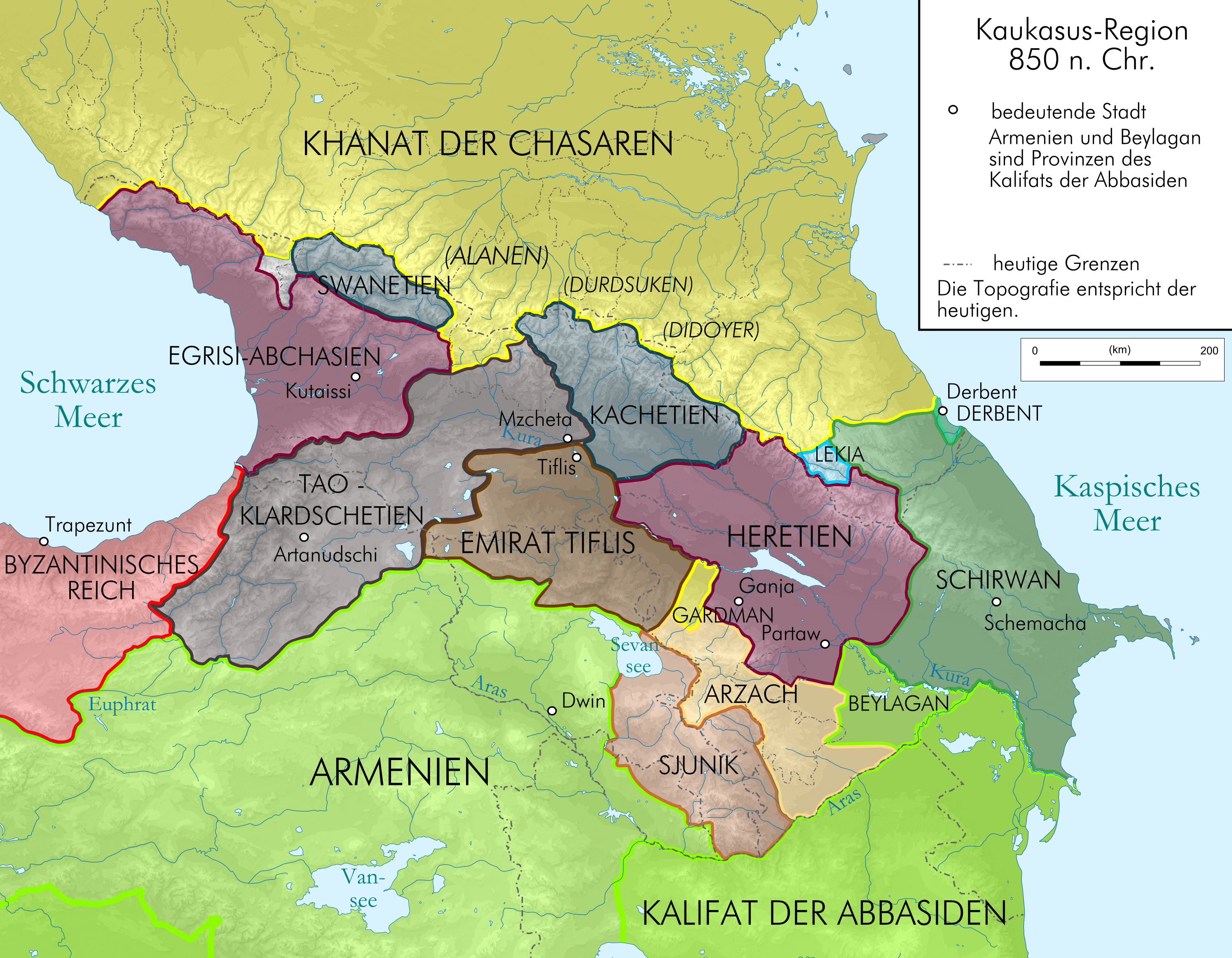
Carte des États transcaucasiens en 850, y compris la Kakhétie.

La famille Donaouri est l'un des puissants clans de Gardabani qui gagnent une large influence à travers la Principauté de Kakhétie depuis les années 820 et poussent la région à poursuivre une politique indépendante des États géorgiens et du califat abbasside. À la suite de la mort de Vatché Koboulidzé en 839, Samuel est élu par les familles nobles de la principauté, largement influencés par les Gardabaniens, comme « chorévêque » de Kakhétie, un titre d'origine byzantine et religieuse mais devenu exclusivement politique lors de l'unification de la Kakhétie à la fin du VIIIe siècle. Sa résidence est la ville de Tianeti, dans le nord du pays.

### Contre les Abbassides
Samuel continue l'alliance de son prédécesseur avec l'émirat voisin de Tiflis, dans le but de mettre fin à la domination abbasside en Transcaucasie. Quand l'émir Ishac ibn Chouab al-Tiflis se révolte ouvertement contre Samarra, le calife Al-Muʿtas̩im envoie le général Khalid ibn Yazid al-Chaïbani mettre un terme à la rébellion. Celui-ci tente d'envahir la Kakhétie via l'Héréthie en 842 mais rapidement vaincu par Samuel à Gavazi et doit prendre refuge en Djavakhétie, où il trouve sa mort.
Khalid est remplacé comme gouverneur abbasside de Transcaucasie par Mohammed ibn Khalid et il est possible, d'après l'historien Vakhoucht Bagration, que Samuel ait entretenu une relation pacifique avec celui-ci, une théorie toutefois démentie par Brosset.
En 853, le calife Al-Mutawakkil envoie Bougha al-Kabir pour prendre revanche sur la défaite de Gavazi. Celui-ci arrive en Géorgie avec une armée de 120 000 soldats en août et capture Tiflis après un court siège, massacrant la population locale et tuant l'émir Ichac. En réponse, une coalition anti-abbasside se forme : Samuel de Kakhétie est rejoint par Théodose II d'Abkhazie, Gouaram de Djavakhétie et Smbat VIII d'Arménie ; Bougha est quant à lui rejoint par Bagrat Ier d'Ibérie. Les Abkhazes tentent de premières représailles mais sont vaincus à leur tour par Bougha et sont forcés de faire demi-tour.
Samuel intervient et afflige une défaite à Bagrat et au général Zirak, un commandant de Bougha al-Kabir, avec une troupe de Gardabaniens à Djvaris-Gverdi, non loin de Tiflis. Quand Bougha tente de conquérir la Ciscaucasie par la suite, les tribus montagnardes de Kakhétie l'empêchent de traverser les montagnes d'Ossétie. Bougha passe par la suite l'hiver 853-854 à Barda, avant d'assiéger Derbent. Il est possible qu'il ait réussi à capturer Samuel temporairement, selon Brosset, et tuer le noble Ktridji de Gardabani lors d'une campagne obscure qui ravage la province.
Autant est-il que Samuel retrouve sa couronne en 854 et expulse les Arabes de Gardabani. À la suite de cette nouvelle défaite, Bougha ravage la vallée d'Aragvi et tente de pénétrer une nouvelle fois en Kakhétie par le nord, mais Samuel remporte une victoire décisive près de la frontière. L'historienne moderne Mariam Lordkipanidzé voit cette défaite de Bougha aux mains de Samuel comme la fin de la domination abbasside sur la Géorgie qui avait commencé deux siècles auparavant.

### Fin de règne
Samuel Donaouri continue à régner jusqu'à sa mort en 861. Il est probablement engagé, en vain, dans de nombreuses campagnes militaires contre la province voisine d'Héréthie, qu'il tente d'annexer. Son règne solidifie l'indépendance de la Kakhétie vis-à-vis le reste de la Géorgie. À sa mort, les clans gardabaniens, qui contrôlent plus que jamais la politique kakhétienne, nomment Gabriel Donaouri, son neveu, comme chorévêque.

## Annexe

### Ouvrages
- (en) Cyrille Toumanoff, Studies in Christian Caucasian History, Washington, D.C., Georgetown University Press, 1967
- Marie-Félicité Brosset, Histoire de la Géorgie depuis l'Antiquité jusqu'au XIXe siècle. Volume I, Saint-Pétersbourg, Académie impériale des Sciences de Russie, 1849, 694 p. [détail des éditions]
- Marie-Félicité Brosset, Histoire moderne de la Géorgie, Saint-Pétersbourg, Imprimerie de l'Académie impériale des sciences, 1858, 668 p.
- (ka) Chota Badridzé, საქართველოს ისტორია [Histoire de la Géorgie], vol. 1, Tbilissi, Iberia,‎ 1994, 168 p..
- (ka) Roïn Metreveli et al., ქართული დიპლომატიის ისტორიის ნარკვევები [Recherches sur l'histoire diplomatique géorgienne], Tbilissi, Université d'Etat de Tbilissi Ivané Djavakhichvili,‎ 1998, 549 p. (ISBN 5-511-00896-6).
- (en) Nodar Assatiani et Otar Djanelidze, History of Georgia, Tbilissi, Publishing House Petite, 2009, 488 p. [détail des éditions] (ISBN 978-9941-9063-6-7)
- (en) Ronald Grigor Suny, The Making of the Georgian Nation, Indianapolis, Indiana University Press, 1994 (1re éd. 1988), 396 p. (ISBN 0-253-35579-6)
- Nodar Assatiani et Alexandre Bendianachvili, Histoire de la Géorgie, Paris, l'Harmattan, 1997, 335 p. [détail des éditions] (ISBN 2-7384-6186-7, présentation en ligne)
- (ka) Avtandil Tsotskolaouri, საქართველოს ისტორია [Histoire de la Géorgie], Tbilissi, SAUNJE Publishing House,‎ 2017, 593 p. (ISBN 978-9941-451-79-9)
- (en) Mariam Lordkipanidze, Essays on Georgian History, Tbilissi, Metsniereba, 1997, p. 210